# 성한 (신라)
성한(星漢, ? ~ ?)은 신라 김씨 왕조의 시조로 추정되는 인물로, 성한왕(星漢王), 또는 태조 성한왕(太祖 星漢王)이라고 한다. 《삼국사기》와 《삼국유사》 등 고려 이후의 문헌 사료에는 등장하지 않으며, 비석과 금석문에서 신라 김씨 왕조의 시조로 나타난다. 묘호는 태조이다. 세한(勢漢), 열한(熱漢)이 성한에 대한 다른 표기라는 설도 있다. 
《삼국사기》나 《삼국유사》에는 등장하지 않지만, 현재 전하는 신라시대의 묘비문과 금석문에 따르면, 그는 문무왕과 김인문의 15대조, 흥덕왕의 24대조라 한다. 그밖에 신라 말기의 승려 진공과 진철의 묘비에도 그를 시조로 비정하고 있다. 조선후기의 서화가 추사 김정희는 성한 또는 세한이라 불리던 인물과 김알지를 동일인물로 추정하기도 하였다.

## 사료

### 마운령 진흥왕 순수비 (568년)
..仰紹太祖之基纂承王.. 

### 문무왕릉비 (682년)
투후(秺侯) 제천지윤(祭天之胤)이 7대를 전하여(5행)
십오대조 성한왕은 그 바탕이 하늘에서 내리고, 그 영혼이 선악(仙岳)에서 나와(6행)

개창하고 다스리며, 옥란(玉欄)을 대하였다. 비로소 조상의 복이 상서로운 수풀과 같고, 마치 석뉴(石紐)를 보고 금수레에 앉아

### 삼국사기 신덕왕 7년 4월 (687년)
대신(大臣)을 조묘(祖廟)에 보내 제사를 올리고 다음과 같이 고하였다. “왕 아무개는 머리를 조아려 두 번 절하고, 삼가 태조대왕(太祖大王)·진지대왕(眞智大王)·문흥대왕(文興大王)·태종대왕(太宗大王)·문무대왕(文武大王)의 영전(靈殿)에 아룁니다.... "

### 김인문 묘비 (690년)
太祖漢王은 천년의 ▨을 열고, ▨성(▨聖)은 백곡(百谷)의 ▨에 임하셨다.

### 흥덕왕릉비 (836년)
太祖星漢 … 24代孫

### 광조사진철대사비 (937년)
金氏其先雞林人也. 考其國史實星漢之苗逺祖世道凌夷斯..

### 비로사진공대사보법탑비 (939년)
대사의 휘(諱)는 ▨운(▨運)이요, 속성은 김씨이니, 계림 사람이다. 그의 선조는 성한(聖韓)에서 강등하여 나물(𨚗勿)에서 일어났고, 근본에서 지말(枝末)까지 약 백세(百世)동안 가유(嘉猷)를 끼쳤다.

## 생애
성한의 출생 년대는 정확하게 알려지지 않았으며, 출생한 곳도 정확하게 알려져 있지 않다. 939년에 건립된 진공대사 보법탑비에 따르면, 성한의 선조들은 어디선가 내려왔다는 뜻의 기선강자성한(其先降自聖韓)이라 하였다. 성한은 문무왕릉비, 김인문묘비명, 흥덕왕릉비, 진철대사탑비문(眞澈大師塔碑文), 원주 흥법사지 진공대사탑 및 석관(原州 興法寺址 眞空大師塔 및 石棺) 등에 등장하는 인물이다. 비석과 금석문에 따르면, 성한은 신라 김씨 왕조의 시조 격으로 나타나며, 태조(太祖)라고 호칭되기도 한다. 《삼국사기》와 《삼국유사》에는 성한이 아닌 김알지를 김씨의 시조로 서술하고 있는 것과 달리, 금석문 속에서는 김알지가 등장하지 않고 성한을 김씨 왕실의 시조로 지칭한다. 신라 당대인들은 성한을 신라 김씨의 시조로 보았다. 이에 따라 성한의 정체에 대하여 많은 주장이 있어왔다.
《삼국사기》와 《삼국유사》 등 문헌 사료에는 등장하지 않는데,  《삼국사기》와 《삼국유사》 등은 고려 이후에 편찬된 사료인데 《삼국사기》에는 세한, 《삼국유사》에는 열한으로 나타난다. 문무왕릉비문에는 성한을 태조(太祖)라 하고, 성한왕이 가계상 문무대왕의 15대조라 하며, 흥덕왕릉비문에도 성한을 태조라고 지칭하는 한편, 흥덕왕은 그의 24대손이라 하였다. 김인문의 묘비문에는 태조 한왕으로 나타난다.
한편 경주 김씨나 신라 김씨의 족보 및 《삼국사기》, 《삼국유사》의 미추왕 편에는 세한 또는 성한의 최종 벼슬이 이찬이었다는 것만 간략하게 수록되어 있다. 미추 이사금이 아닌 그 4대조인 성한에게 태조라는 묘호를 추존한 이유는 알려져 있지 않다.

## 정체
성한왕이라는 인물이 《삼국사기》와 《삼국유사》를 비롯한 사서에 전혀 나타나지 않기 때문에, 그 정체에 대해 다양한 가설이 제안되고 있다.
첫째로 성한을 김알지와 동일인물로 보는 가설이 있다. 이 경우 성(星)="김(金)", 漢(한)="알<閼>", 王(왕)="지<智>"에 대응시켜 성한왕<星漢王>과 김알지<金閼智>를 동일인으로 비정하기도 한다. 김정희 등이 이러한 견해를 취했다.
둘째로 《삼국사기》와 《삼국유사》에서 알지의 아들로 등장하는 세한(勢漢) 혹은 열한(熱漢)과 동일인물로 보는 견해가 있다. 이 경우 음운의 유사성, 《삼국사기》 및 《삼국유사》의 계보에서 문무왕의 15대조로 세한이 나타나는 점 등을 근거로 삼는다. 경주 김씨 세보 역시 이러한 주장을 취하여 세한(勢漢)으로 기록되어 있고, 다른 이름으로 열한(熱漢), 성한(星漢), 성한(聖漢) 등의 이름이 있다고 전해진다.
셋째로 알지의 7세손이자 《삼국사기》 및 《삼국유사》에 따르면, 김씨 중 최초로 왕위에 오른 미추왕(味鄒王)으로 보는 견해가 있다.
기타 석씨 중 최초로 왕위에 오른 탈해왕(新羅王)으로 보는 견해, 박혁거세로 보는 견해 등이 있다. 
한편, 문무왕 비문에 따르면, 성한은 투후 김일제와 연관이 있는 것으로 추정된다. 대당고김씨부인묘명 등을 근거로 “투후(秺侯) 제천지윤(祭天之胤)이 7대를 전하여”(5행), “15대조 성한왕(星漢王)은 그 바탕이 하늘에서 내리고”(6행)라는 두 구절을 직접적으로 연관이 있는 것으로 해석하여 투후 김일제의 7대손을 성한이라 비정하기도 한다. 일부 재야사학자들은 실제로 김일제의 후손들이 중국에서 패망하여 신라로 이주하였다고 주장하며, 그 상세한 과정을 소개하기도 한다. 그러나 역사학계에서는 성한과 김일제를 관련시킨 기록은 신라 왕족의 관념적인 시조의식의 소산으로 보고 있다. 전근대에는 가계를 신성시하기 위해 고대의 전설적인 제왕 또는 유명한 위인들을 시조로 간주하는 일이 많았으므로, 김일제 후손설은 사실로 보기 어렵다는 것이다.
사망 연대와 날짜, 사망 장소는 미상이고, 능지와 시호에 대한 것도 미상이다. 사후 신라 김씨 왕실은 그를 태조라 칭했으며, 그가 어떤 이유로 왕(王)으로 추존되었는지 여부는 미상이다.

## 가족 관계
신라 김씨 선원세계도에 따르면, 흥덕왕은 그의 21세손이다. 그런데 흥덕왕릉 묘비문에 따르면, 흥덕왕은 성한의 24세손이다. 문무왕은 신라 김씨 선원세계도나 《삼국사기》, 《심국유사》의 기록으로는 그의 15세손이고 문무왕릉비문에도 15세손으로 나타난다.
- 부친 : 김알지
- 모친 : 마정부인(摩貞夫人), 석강조(昔康造)의 딸
  - 아들 : 김아도(金阿道)
    - 손자 : 김수류(金首留)

## 같이 보기
- 신라
- 김알지
- 김일제
- 박혁거세
- 석탈해